# Viabaño
Viabaño (oficialmente en asturiano: Viabañu) es una parroquia española del concejo de Parres, perteneciente a la comunidad autónoma de Asturias. En 2023, tenía empadronados 371 habitantes.